# Лотошинский сельсовет
Лотошинский сельсовет — упразднённая административно-территориальная единица, существовавшая на территории Московской губернии и Московской области до 1951 года.
Лотошинский сельсовет был образован в первые годы советской власти. По данным 1922 года он входил в состав Лотошинской волости Волоколамского уезда Московской губернии.
В 1924 году из Лотошинского с/с был выделен Туровский с/с.
По данным 1926 года в состав сельсовета входили 2 населённых пункта — Лотошино и Издетель, а также 4 хутора, 1 завод, 1 больница и 1 племхоз.
В 1929 году Лотошинский с/с был отнесён к Лотошинскому району Московского округа Московской области.
20 марта 1951 года село Лотошино было преобразовано в рабочий посёлок. В связи с этим Лотошинский с/с был упразднён, а входившее в него селение Издетель было передано в Агнищевский с/с.